# Boophis entingae
A Boophis entingae a kétéltűek (Amphibia) osztályába, a békák (Anura) rendjébe és az aranybékafélék (Mantellidae) családjába tartozó faj.

## Előfordulása
A faj Madagaszkár endemikus faja. A sziget északi csúcsán az Amber Mountain Nemzeti Parkban, a Tsaratanana szigorúan védett természetvédelmi területen, a Monogarivo természetvédelmi területen és Benavony környékén honos.